# Fagonia hadramautica
Fagonia hadramautica är en pockenholtsväxtart som beskrevs av Beier & Thulin. Fagonia hadramautica ingår i släktet Fagonia och familjen pockenholtsväxter. Inga underarter finns listade i Catalogue of Life.